# 吴欧德玛
吴欧德玛（1879年12月28日—1939年9月9日），若开邦上座部佛教的高僧，缅甸的民族英雄。早年留学英国、日本，在国内领导“佛教青年会”，宣传民族独立意识。后被当局逮捕，监禁至死。